# 常吉德壽

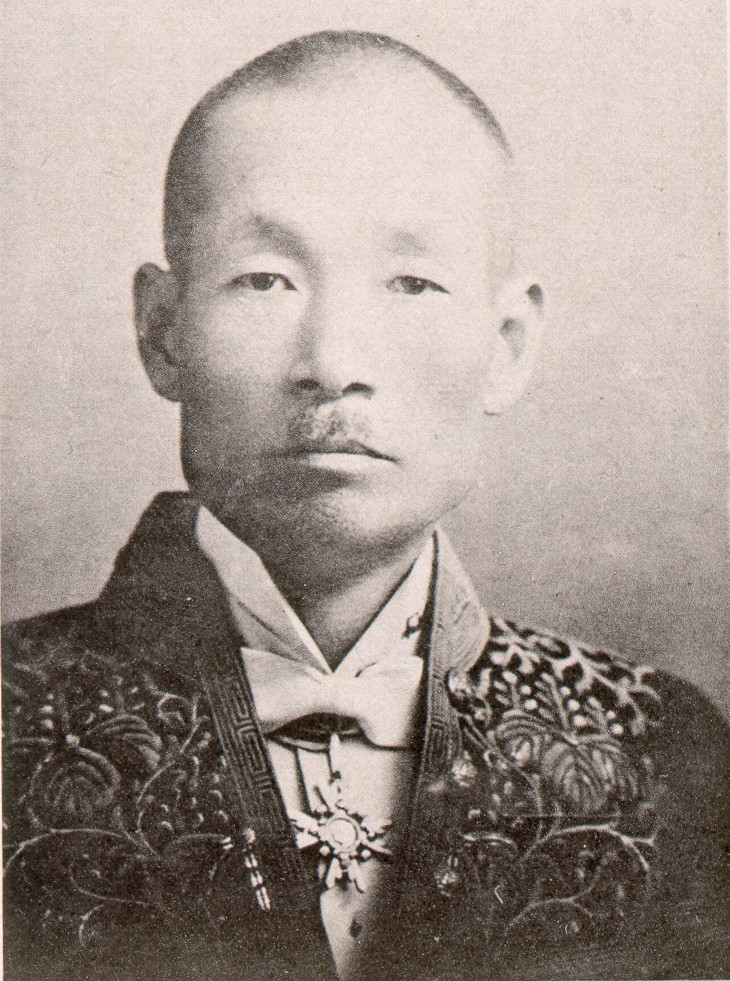
常吉德壽

常吉德壽（1879年8月20日—？），東京帝國大學畢業，為台灣日治時期政府官員，他於1922年奉令接替立川連擔任台灣台中州知事。管轄今台中市、彰化縣、南投縣等區域。
| 前任： 服部仁藏 | 新竹州知事 1921年10月8日─1922年5月15日 | 繼任： 梅谷光貞 |

| 前任： 立川連 | 台中州知事 1922年上任 | 繼任： 本山文平 |